# Silenos

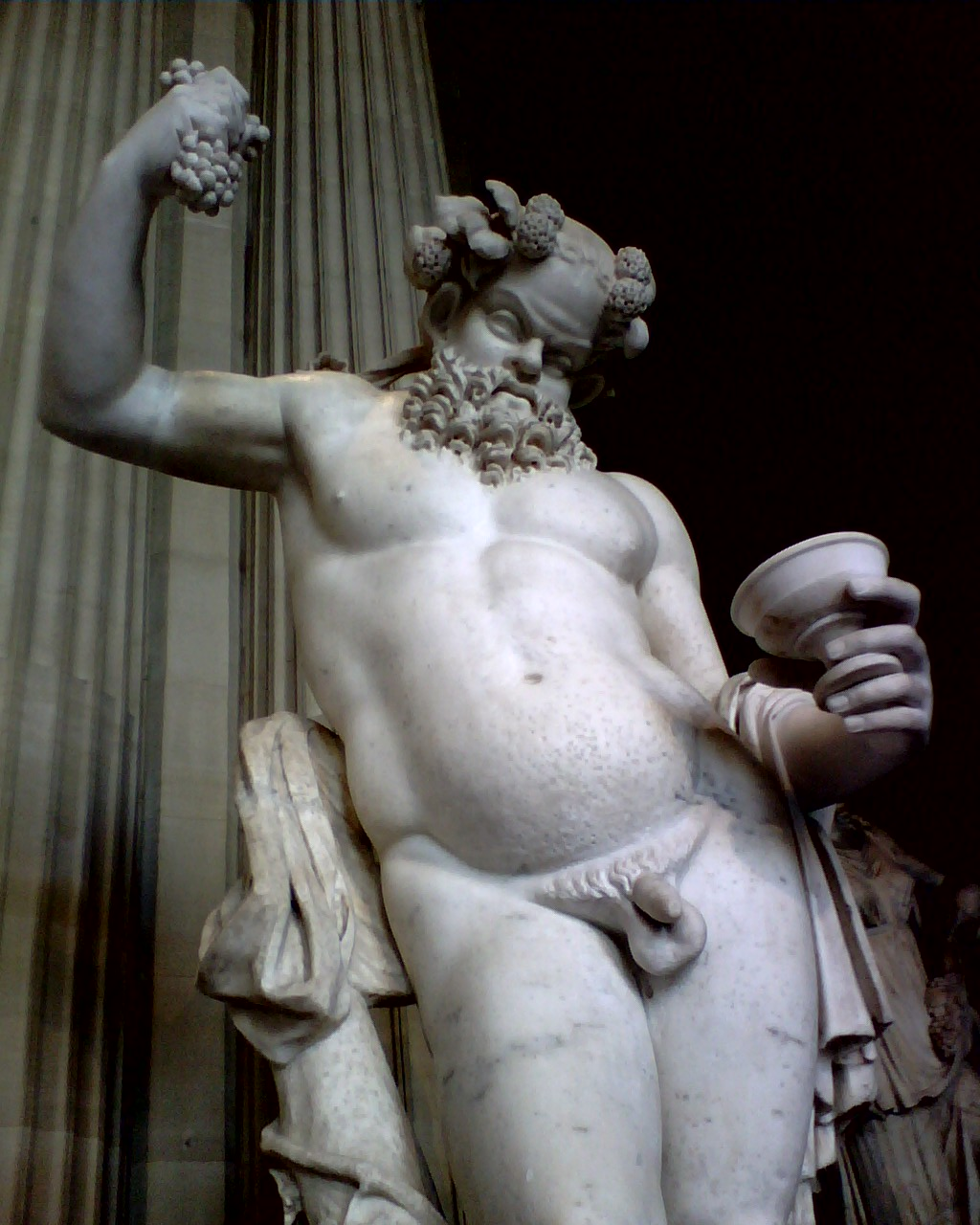
Betrunkener Silenos (römisch, 2. Jahrhundert, Louvre)

Silenos oder Silen (altgriechisch Σιληνός Silēnós oder Σειληνός Seilēnós, lateinisch Silenus, Selenus) ist in der griechischen Mythologie eine gegenüber wenig unterschiedenen Satyrn und Silenen individualisierte Gestalt. Dazu gehören typische Formen der bildlichen Darstellung wie auch ein konkretes Kostüm im Satyrspiel, die Figur des Papposilen.

## Mythos

### Herkunft
Die Herkunft ist unklar: nach Nonnos von Panopolis ist er erdentsprungen, also ein Sohn der Gaia, nach Claudius Aelianus der Sohn einer Nymphe, ein Sohn des Hermes soll er gewesen sein oder ein Sohn des Pan mit einer Nymphe.
Nonnos schreibt dem Silen drei Söhne zu: Astraios, Maron und Leneus. Nach Plinius dem Älteren ist er der Vater des Staphylos, der den Brauch einführte, Wein mit Wasser zu mischen, in der Bibliotheke des Apollodor wird er mit einer Eschennymphe Melia als Vater des Kentauren Pholos benannt und bei Strabon ist er mit Melia der Vater des Dolion, des Stammvaters der bithynischen Doliones.

### Erzieher des Dionysos

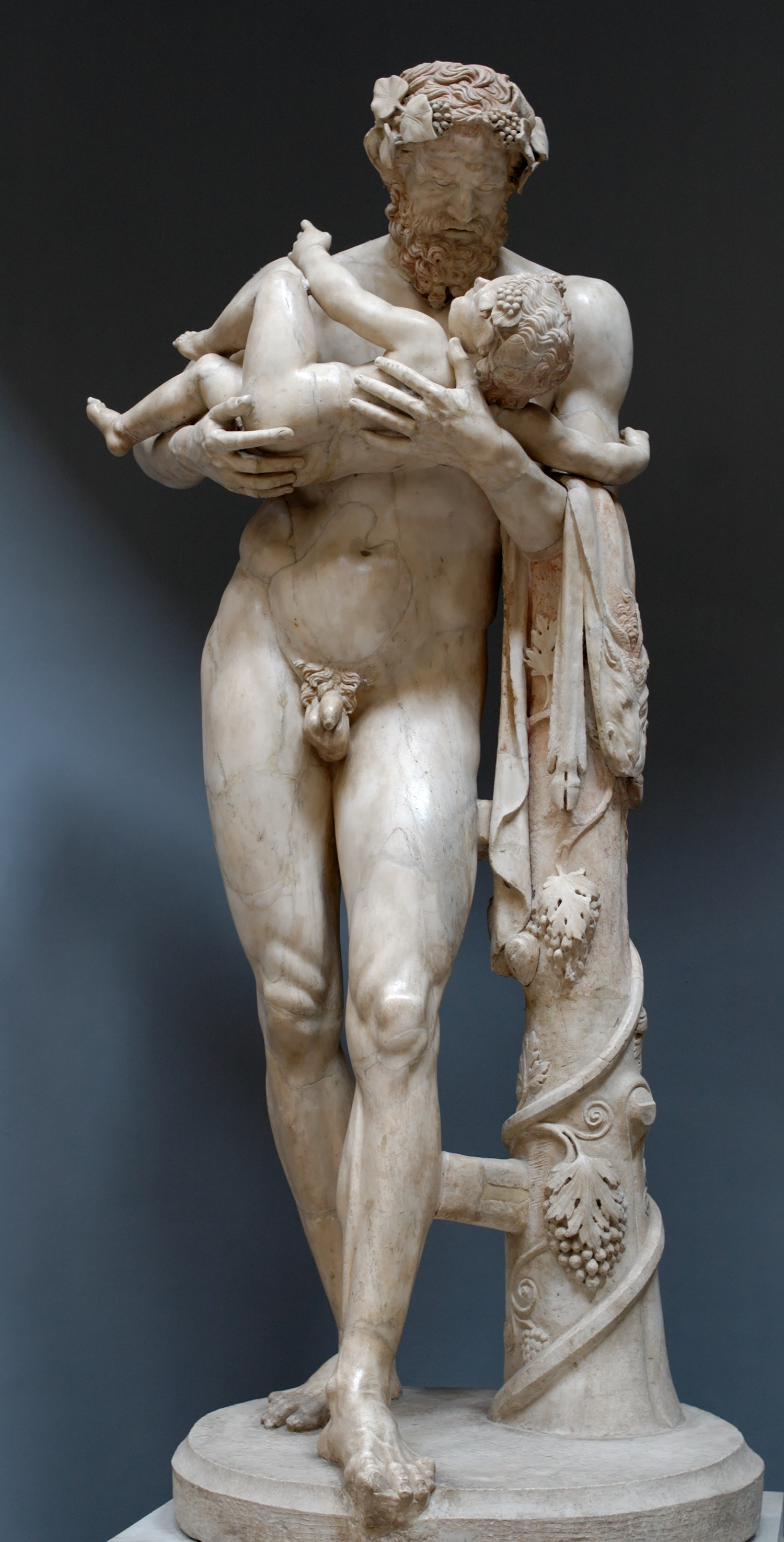
Silenos mit dem Bacchusknaben (Vatikan)

Er war der Lehrer des Dionysos und mit den Mänaden sein Begleiter bei dessen Umzügen. Eine der Orphischen Hymnen ist an Silenos gerichtet:
Nährer, vernimm, hochherrlicher, mich, des Bakchos Erzieher,

Trefflichster du der Silenen, den Ewigen allen geehret

Und den sterblichen Menschen nach dreimal kehrendem Jahre;

Lauter und rein, ehrvoll, Anordner des Feiergepränges;

Jauchzender, stets schlaflos mit den schöngegürteten Ammen,

Welcher die Naïden führt, und die Bakchen im Kranze des Efeus:

Nah’ allgöttlicher Weih’ Andacht mit den Satyren allen,

Tierischer Form, im Jubelgeschrei des Königes Bakchos,

Und mit den Bakchen beschicke Lenaios’ vollendendes Hochfest,

Nächtlicher Orgien Feier durch heilige Weihen enthüllend,

Thyrsosfroh, im Gejauchz’, aufheiternd durch Reigengesänge!
Mit dem „nach dreimal kehrendem Jahre […] Anordner des Feiergepränges“ sind das alle 2 Jahre (drei Jahre nach der Inklusivzählung) in Delphi zur Zeit der Wintersonnenwende stattfindende Fest der Trieteris, bei der sich die Thyiaden Athens und Delphis zu einer gemeinsamen nächtlichen Feier in den Bergwäldern des Parnass vereinigten, nach den Athener Dionysien das wichtigste Fest des Dionysoskultes.

### Silenos und Midas

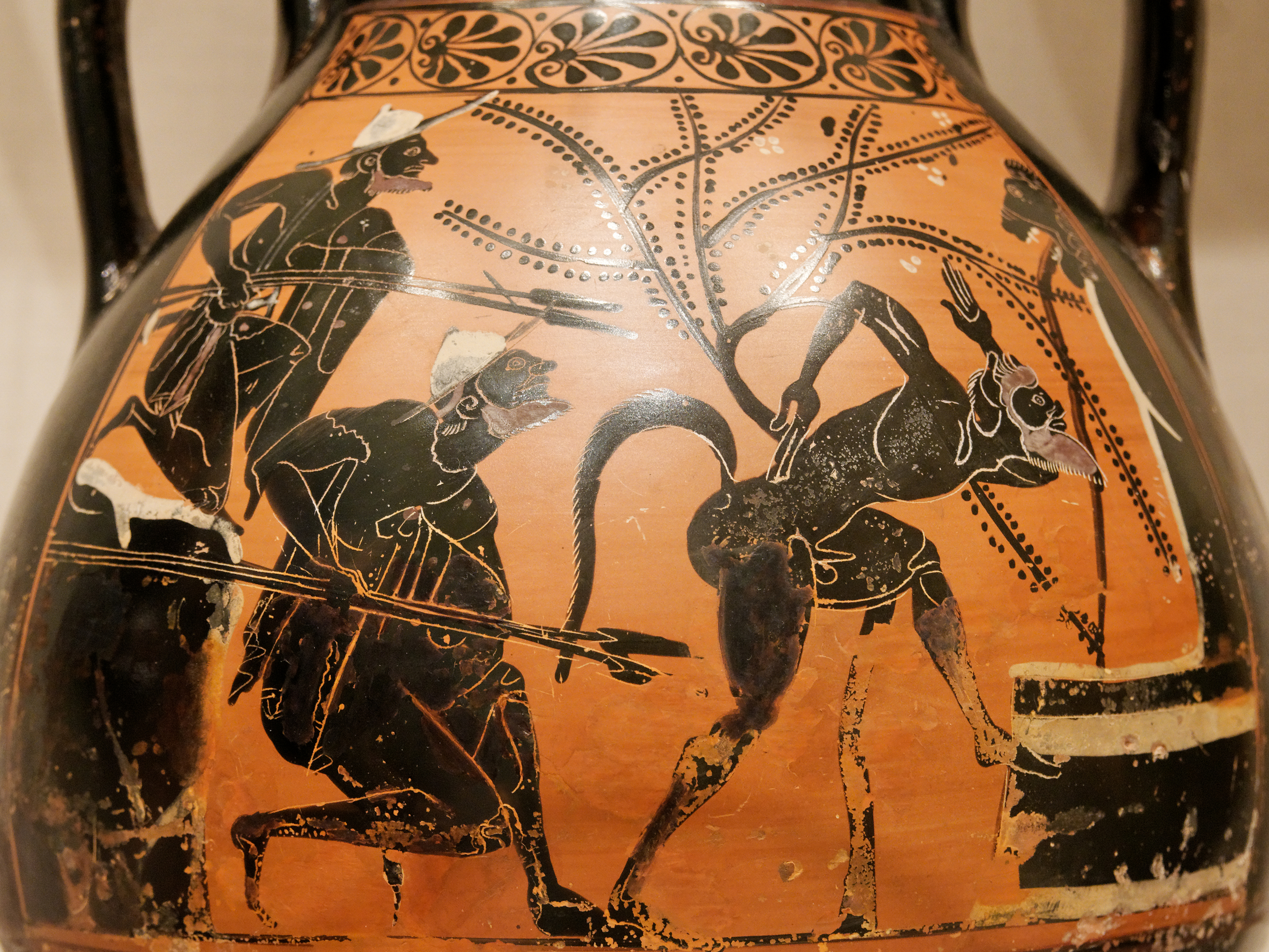
Helfer des Midas lauern Silenos auf (Acheloos-Maler, ca. 510 v. Chr.)

Silenos ist jedoch nicht nur ein alter Trinker und Zecher im Tross des Dionysos, sondern auch Quell der Weisheit, was sich in der Geschichte von Silenos und dem phrygischen König Midas zeigt. In einer Version der Geschichte machte Silenos sich lustig über die langen Ohren des Midas, in denen sich die Verwandtschaft des Königs mit dem Volk der Silenen und Satyrn offenbarte. Midas beschloss daher, Silenos gefangen zu nehmen, und mischte zu diesem Zweck das Wasser eines Brunnens mit Wein und ließ Silenos daraus trinken, so dass dieser trunken wurde und gefangen genommen werden konnte. Der Brunnen soll sich bei Ankyra in Phrygien befunden haben.
Bei Ovid, Claudius Aelianus und Hyginus Mythographus ist allerdings von einer Gefangennahme nicht die Rede: Silenos hat als Begleiter des Dionysos auf dem Feldzug nach Indien den Anschluss zur Truppe verloren und wurde von Midas als ein geehrter Gastfreund aufgenommen. Als Dank dafür gewährte Dionysos dem Midas die Erfüllung eines Wunsches. Wie bekannt, wünschte sich Midas fatalerweise, dass alles, was er berühre, sich in Gold verwandle.

### Silenos’ Bericht vom Land jenseits des Okeanos

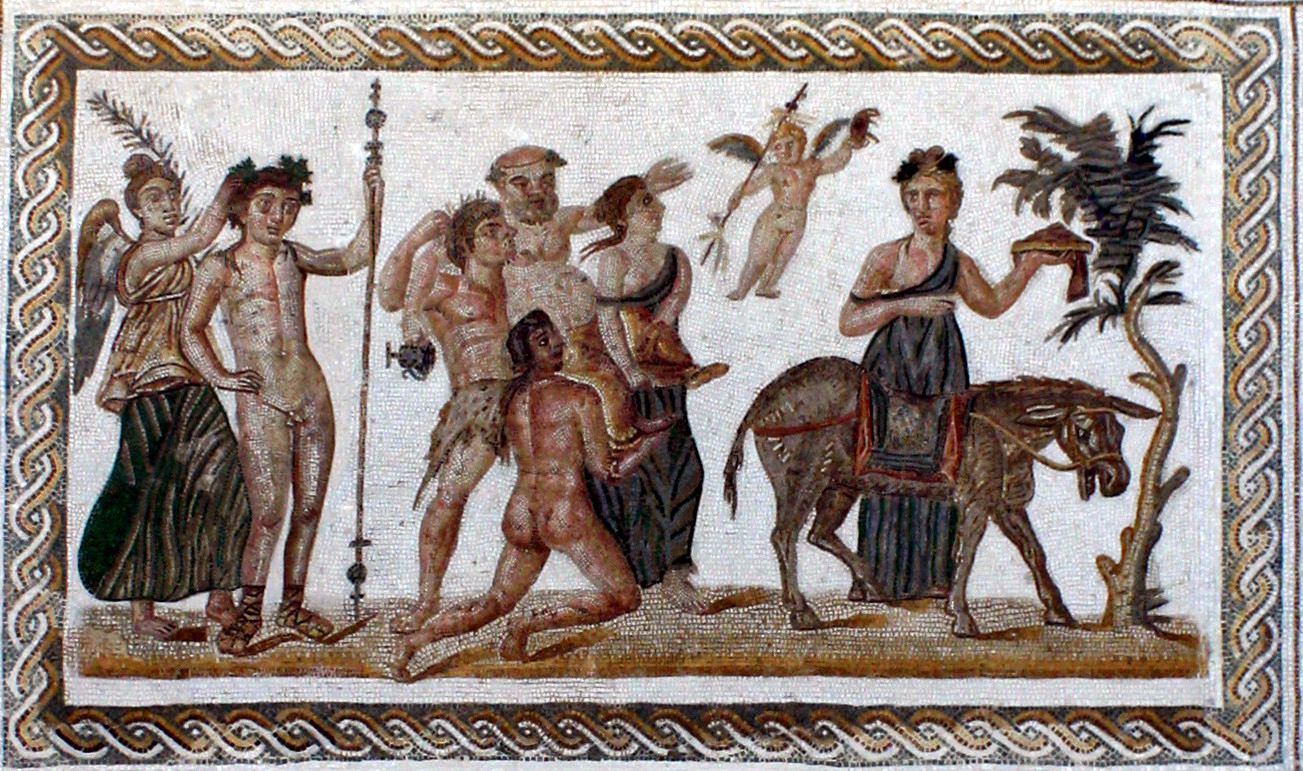
Trunkener Silen, von Helfern gestützt (römisches Mosaik, El Djem, Tunesien)

Die „Vermischten Geschichten“ (varia historia) des Claudius Aelianus aus dem 2. Jahrhundert enthalten einen erstaunlichen Bericht über die Länder jenseits des Okeanos. Der weise Silenos soll König Midas erzählt haben, dass Europa, Asien und Afrika von dem großen Okeanos umschlossene Inseln seien und es jenseits des Okeanos nur einen riesigen Kontinent gäbe.
Dort lebten Menschen, die nicht nur doppelt so groß seien, sondern auch doppelt so alt würden. Es gebe dort viele große Städte mit seltsamen Sitten und Bräuchen, vor allem aber zwei Städte: Machimon (Μάχιμον Máchinon) und Eusebe (Εὐσεβῆ Eusebḗ), äußerst kriegerisch Machimon und überaus friedlich Eusebe.
In Eusebe herrsche beständiger Friede und Wohlstand, die Erde trage Frucht, ohne dass es des Pfluges und des Ochsen bedürfe, man müsse weder düngen noch säen. Die Bürger Eusebes lebten frei von Krankheit und stürben lachend. Sie seien derart fromm, dass die Götter oft persönliche Zwiesprache mit ihnen hielten.

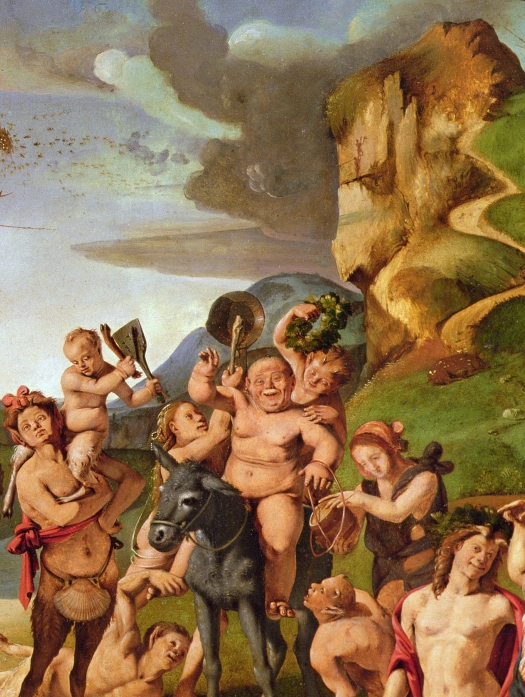
Die Entdeckung des Honigs (Detail, Piero di Cosimo, ca. 1500; siehe Ovid, Fasti 3,736ff)

Die Bürger von Machimon andererseits seien sehr kriegerisch, stets bewaffnet und immer im Streit. Sie unterwürfen die benachbarten Völker und die Stadt herrsche über zahlreiche andere Städte. Die Zahl der Einwohner sei mehr als 2 Millionen. Manchmal stürben die Machimoner an Krankheit, aber nur selten, meistens fielen sie im Krieg durch Stein oder Holz, denn durch stählerne Waffen seien sie nicht verwundbar. Sie hätten derartigen Überfluss an Gold und an Silber, dass bei ihnen Gold geringeren Wert habe als bei uns Eisen.
Einmal hätten sie eine Fahrt zu unseren Inseln unternommen. 10 Millionen von ihnen seien über das Meer gefahren, bis sie zum Land der Hyperboräer gekommen seien. Als sie erfuhren, dass die Hyperboräer bei uns als die Glücklichsten unter den Menschen gelten, die Hyperboräer aber in ihren Augen ein minderes, ruhmloses Leben führten, entschieden sie, dass es sich nicht lohne, die Erkundung bzw. Eroberung unserer Welt fortzusetzen.
Weiter soll es am fernsten Ufer des Landes einen Ort namens Anoston (Ἄνοστον Ánoston) geben, einen Ort ohne Wiederkehr, einer Meeresbucht ähnlich. Dort sei es weder dunkel noch licht, sondern ein rötlicher Dunst herrsche dort. Zwei Ströme ergössen sich dort, ein Fluss der Trauer und einer der Freude. Am Ufer der Flüsse wüchsen Bäume so groß wie Platanen. Wer die Früchte der Bäume am Fluss der Trauer probiere, der würde zeit seines Lebens nur Tränen vergießen und Schwermut verspüren. Wer dagegen von der Frucht eines Baumes am Fluss der Freude esse, der sei fortan immer nur glücklich, vergesse jegliche Sehnsucht, er beginne, jünger zu werden, werfe die Jahre ab, werde wieder zum Jüngling, zum Knaben und sterbe als glücklicher Säugling.
Was auch immer man von diesem Wunderbericht halten mag, die geographischen Kenntnisse des Silenos scheinen jedenfalls mehr theoretischer Art gewesen zu sein, da er sich sonst nicht im kleinasiatischen Phrygien (also gewissermaßen vor seiner Haustür) so verirrt hätte, dass er die Gastfreundschaft von König Midas in Anspruch nehmen musste.

## Darstellung

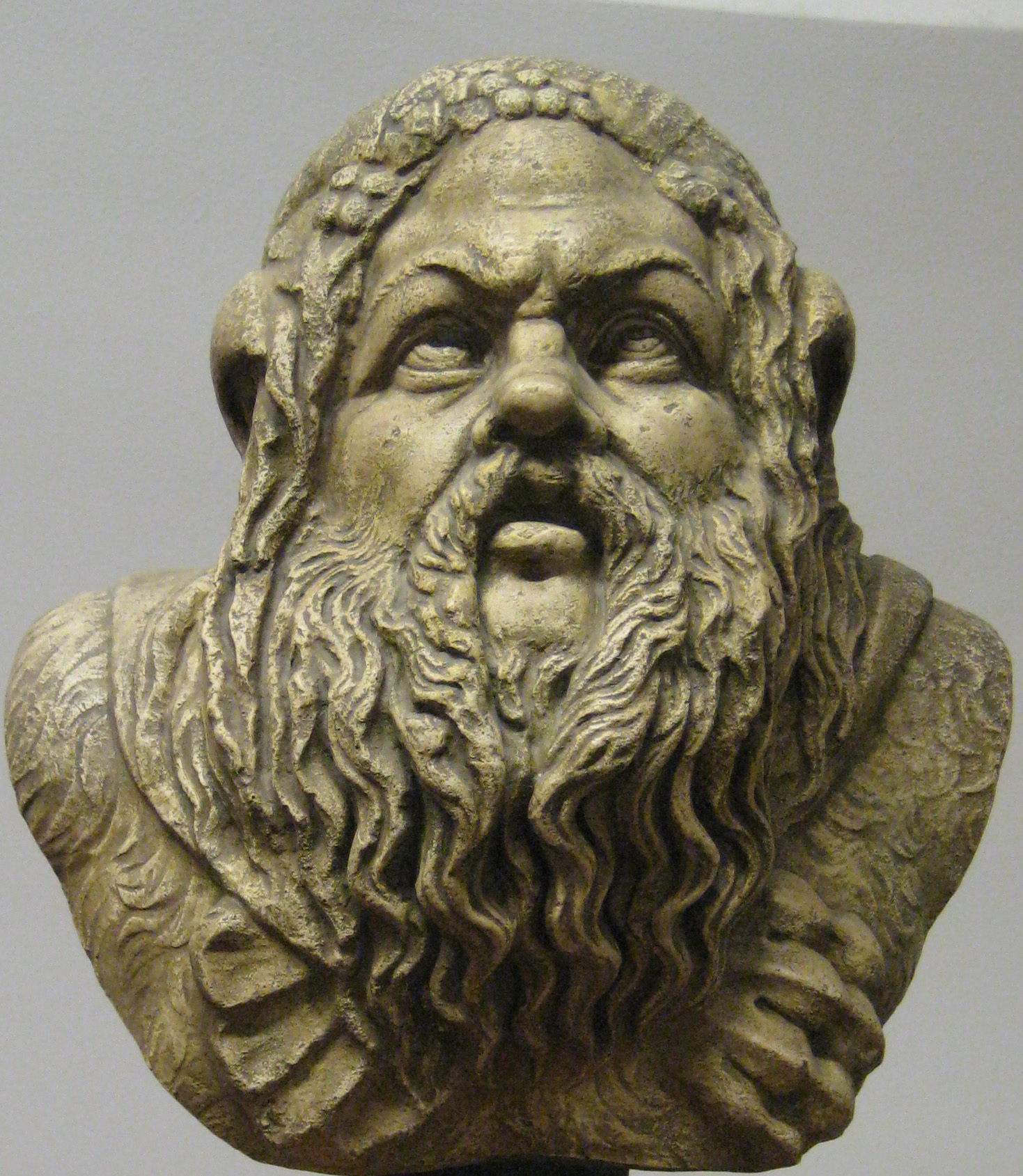
Silen
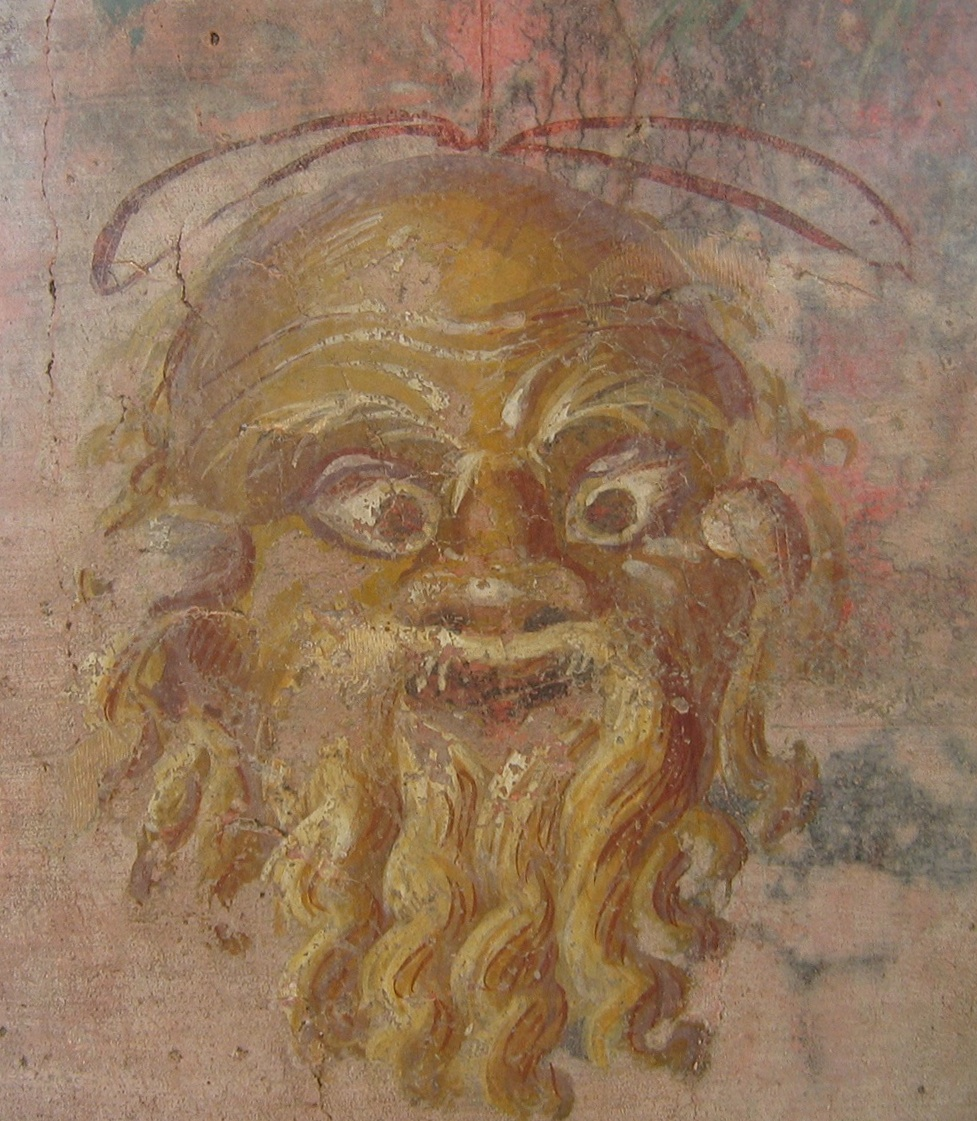
… als Maske
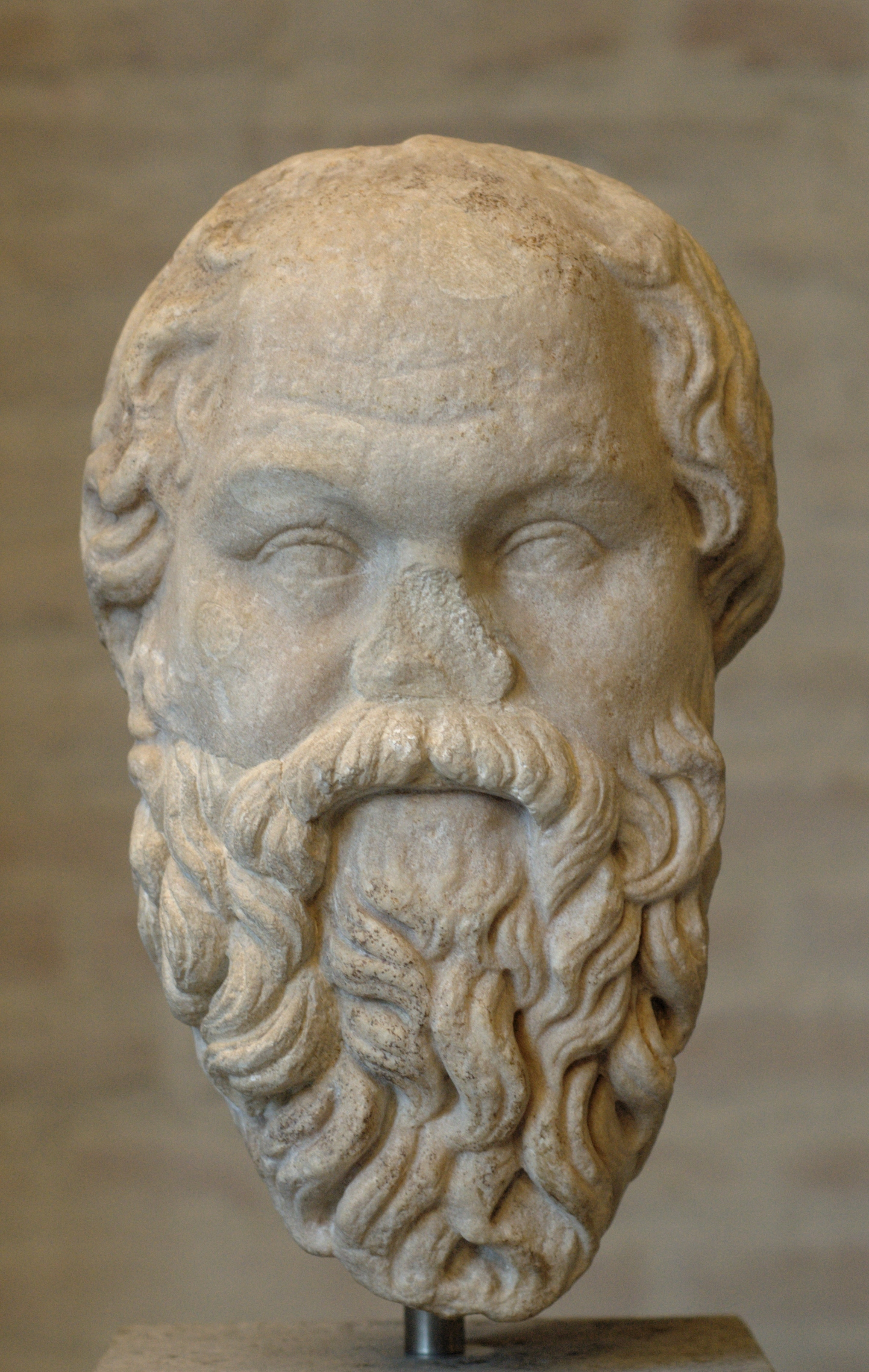
… und Sokrates

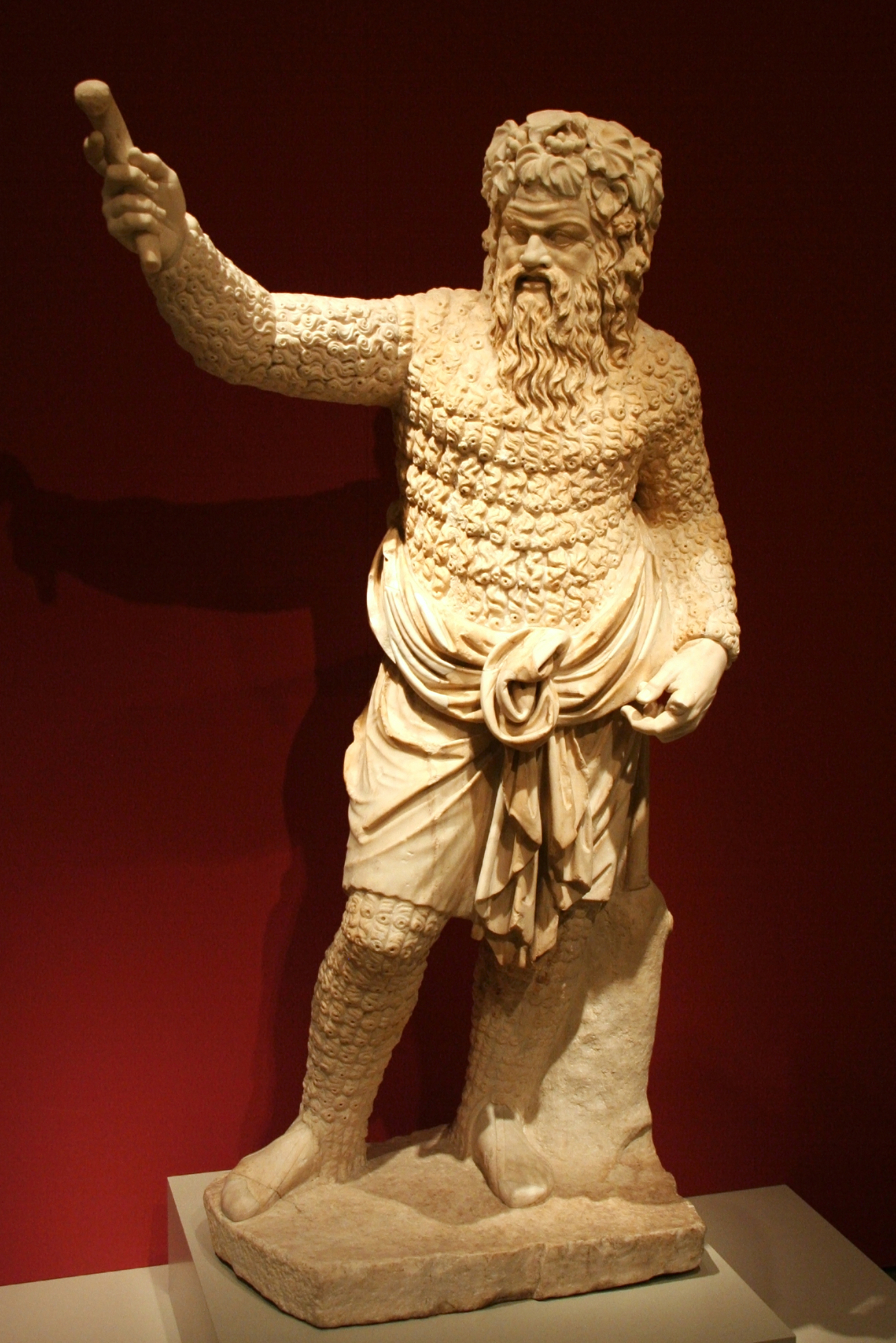
Schauspieler im Kostüm des Papposilen (Antikensammlung Berlin)

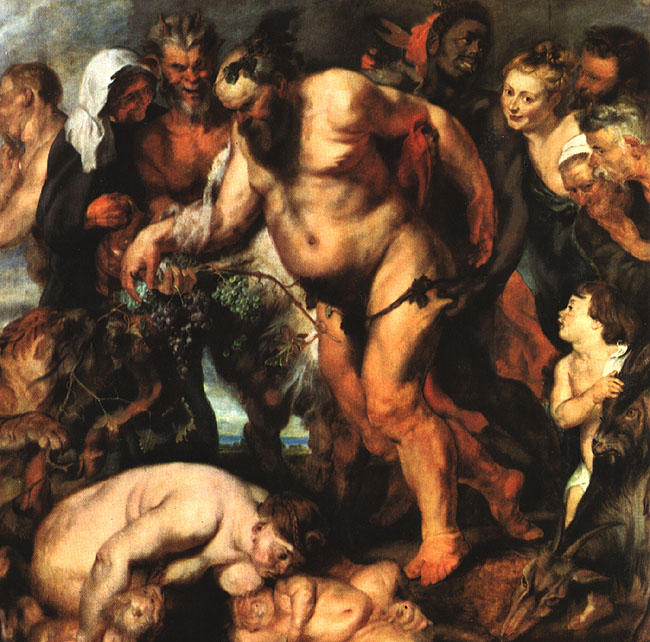
Trunkener Silen (Peter Paul Rubens, 1618)

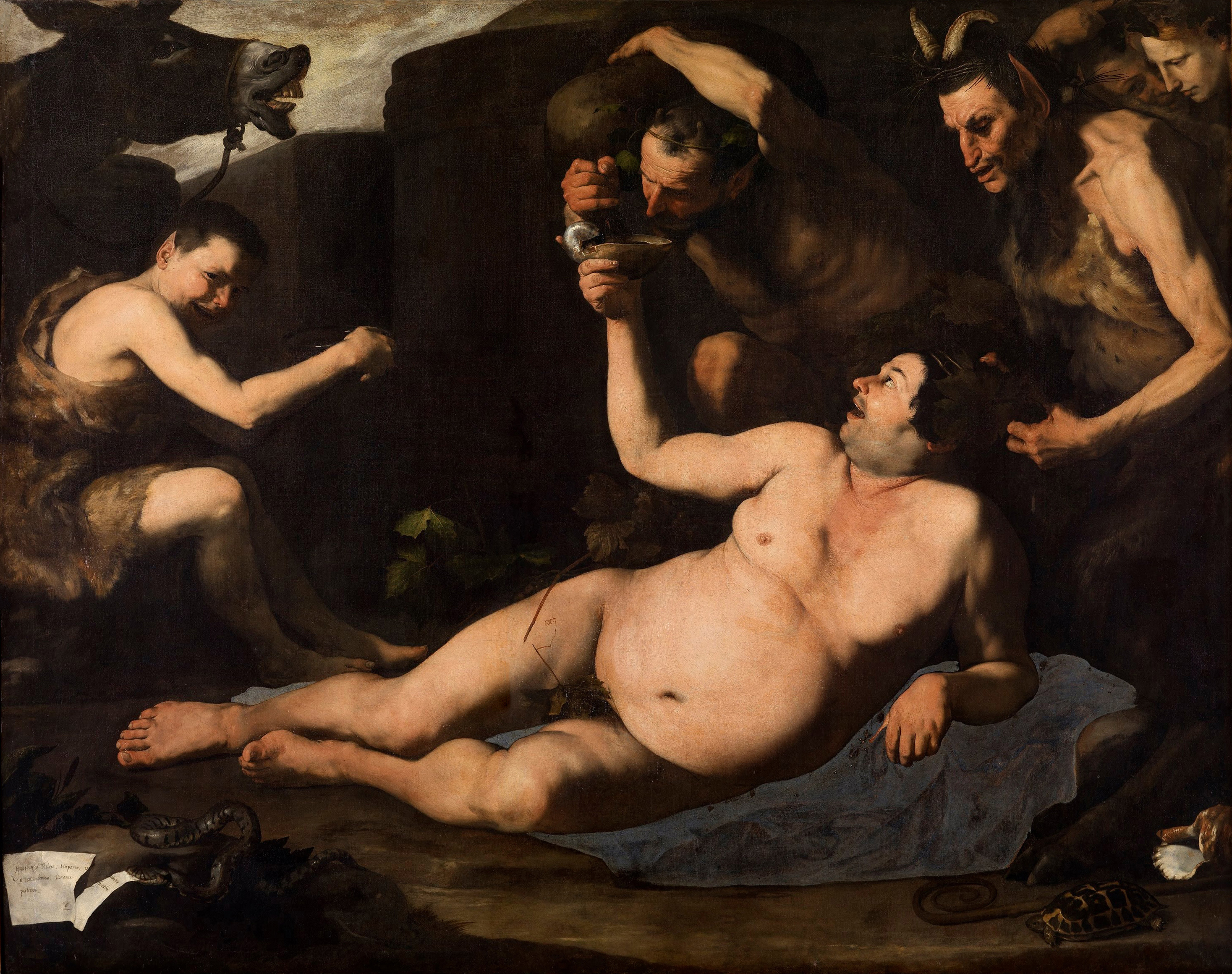
Trunkener Silen (Jusepe de Ribera, 1626)

Silenos hatte sich mit der Entwicklung des Satyrspiels als individualisierter Typus etabliert. Er ist der Führer des Chors der Satyrn. Berühmt ist die Stelle im Gastmahl des Platon, in dem Alkibiades Sokrates mit Silenos vergleicht: „Ich behaupte nämlich, daß er ganz ähnlich jenen Silenen sei, welche man in den Werkstätten der Bildhauer findet, so wie diese Künstler sie mit Hirtenpfeifen oder Flöten darzustellen pflegen; wenn man sie aber nach beiden Seiten hin auseinandernimmt, dann zeigt es sich, daß sie Götterbilder einschließen.“ So schön das mit dem innen verborgenen Götterbild sein mag, so bedenklich ist der Vergleich, was das Äußere anlangt.
Die komische Maske zeigt einen vollbärtigen alten Mann mit Glatze, hervorquellenden Augen und einer breiten, flachen Nase, ähnlich wird er in Skulptur und Malerei dargestellt. Häufig erscheint er betrunken und wird dann von seinen Zechgenossen gestützt. So bildet er den Mittelpunkt des Komos, des nächtlichen lärmenden Umzugs der Zecher. Sein Reittier ist stets der Esel, der sein Brüllen, das in der Gigantenschlacht so nützlich war, dann zur Unzeit ertönen lässt.
Ovid erzählt in den Fasti die Geschichte, dass Kybele die Götter, Nymphen und Satyrn zu einem Fest lädt, nicht aber Silenos, der mit seinem Esel trotzdem erscheint. Am Ende des Festes sind alle betrunken und sinken besinnungslos nieder, außer Priapos, der den Augenblick für geeignet hält, sich an Vestas Keuschheit zu vergreifen. Da brüllt der Esel, Vesta schrickt auf und Priapos muss vor der erzürnten Göttin schmählich die Flucht ergreifen.
Ab dem 5. Jahrhundert bildet sich als spezifischer Typus der Papposilen (Σειληνός πάππος Seilēnós páppos, deutsch ‚Väterchen Silenos‘) aus, ein Silenos im Schafspelz, wobei das Schafsfell manchmal den ganzen Körper bedeckt, wie auf der Statue der Antikensammlung Berlin zu sehen ist, manchmal auch nur lose um die Hüften geschlagen ist.
In der Malerei der Neuzeit wird das Sujet des trunkenen Silenos immer wieder aufgegriffen. Bekannte Beispiele sind die entsprechenden Werke von Peter Paul Rubens oder Jusepe de Ribera im 17. Jahrhundert.